# Mimastrella
Genre
Mimastrella est un genre d'étoiles de mer de la famille des Astropectinidae.

## Description
Ce sont des étoiles régulières à cinq branches, densément couvertes de paxilles. Les podia ont des disques terminaux atrophiés. Les plaques abactinales latérales sont nettement quadrilobées, régulièrement imbriquées. 
Les gonades sont constituées de nombreuses touffes s'étendant en série radiale près des plaques supéro-marginales sur plus de la moitié de la longueur du rayon ; on compte deux coeca hépatiques. 

## Liste des espèces
Selon World Register of Marine Species (22 février 2025) :
- Mimastrella cognata (Sladen, 1889)
- Mimastrella komkom Kobayashi et al. 2025

## Systématique
Le nom valide complet (avec auteur) de ce taxon est Mimastrella Fisher, 1916,. Son espèce type est Mimastrella cognata, initialement décrite sous le protonyme Mimaster cognatus Sladen, 1889.

### Publication originale
- (en) Walter K. Fisher, « Notes on the systematic position of certain genera and higher groups of starfishes », Proceedings of the Biological Society of Washington, États-Unis, vol. 29,‎ 25 janvier 1916, p. 1-6 (ISSN 0006-324X, e-ISSN 1943-6327, lire en ligne, consulté le 22 février 2025).